# Energistyrelsen

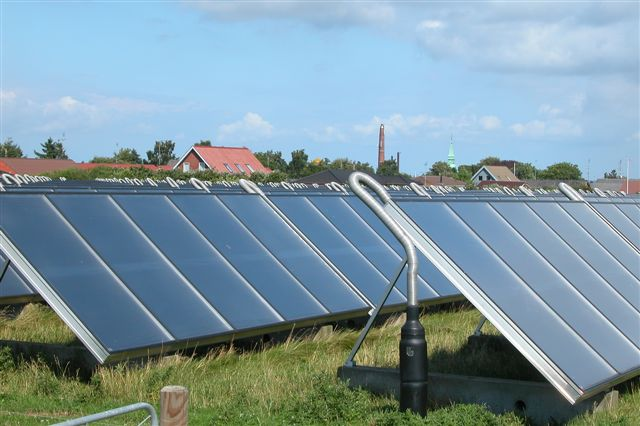
Solparken i Marstal

Energistyrelsen är en statlig myndighet i Danmark som ansvarar för energifrågor. Den ska säkerställa en grön och leveranssäker energisektor. Energistyrelsen bildades 1976 och har sedan 2007 legat under Klima-, Energi- og Forsyningsministeriet (under dess olika namn). Den hade 2024 ungefär 800 heltidsanställda. Vid Energistyrelsen finns ett stort antal centra för bl.a. beredskap, elektrifiering och energiadministration.